# Charles Habercorn
Charles Habercorn, né le 16 novembre 1880 à Wurtemberg et mort en novembre 1966 à Saint-Louis, est un ancien lutteur et tireur à la corde américain. Il a participé aux Jeux olympiques de 1904 et a remporté la médaille d'argent avec l'équipe américaine St. Louis Southwest Turnverein №2.